# Пінілья-де-лос-Барруекос
Пінілья-де-лос-Барруекос (ісп. Pinilla de los Barruecos) — муніципалітет в Іспанії, у складі автономної спільноти Кастилія-і-Леон, у провінції Бургос. Населення — 106 осіб (2010).
Муніципалітет розташований на відстані близько 170 км на північ від Мадрида, 55 км на південний схід від Бургоса.
На території муніципалітету розташовані такі населені пункти: (дані про населення за 2010 рік)
- Хете: 13 осіб
- Пінілья-де-лос-Барруекос: 93 особи

## Демографія
Динаміка населення (INE ):